# O’G3NE
O’G3NE ([əʊ ʤiːn] «О’Джин»; ранее называлась Lisa, Amy & Shelley) — нидерландская музыкальная девичья группа, состоящая из трёх сестёр: Лизы, Эми и Шелли Вол. Лиза (род. 1994) является старшей дочерью, тогда как Эми и Шелли (род. 1995) близнецы. Представляли Нидерланды на Евровидение-2017 и на Детском Евровидение 2007.

## Начальная карьера
Все три сестры родились в Дордрехте, на юге Нидерландов. Лиза родилась 21 июня 1994 года, Эми и Шелли — 18 октября 1995 года. Позже они переехали из Дордрехта в Фиджнаарт. В 2007 году они представили Нидерланды на детском конкурсе песни Евровидение, которое состоялось в Роттердаме. Они там исполнили песню Adem in, adem uit и заняли 11-е место, набрав 36 баллов в финале. В 2011 году они выпустили два альбома —— 300 % и Sweet.

## Участие в шоу The Voice of Holland
После выпуска альбомов в 2011 году трио приняло участие в нидерландской версии телешоу «Голос» The Voice of Holland в 2014 году с новым названием — O’G3NE. На этом конкурсе им удалось одержать победу, исполнив в полуфинале и финале свою песню «Magic». В 2016 году они принимают участие в музыкальном шоу «De beste zangers van Nederland». 30 сентября 2016 года они выпустили очередной студийный альбом We Got This. Группа вышла на первые места в нидерландских чартах.

## Евровидение-2017
29 октября 2016 года было объявлено, что группа O’G3NE представит Нидерланды на конкурсе песни Евровидение 2017, которое состоится на Украине в Киеве. 3 марта была объявлена песня Lights and Shadows, с которой они выступят на конкурсе. По результатам голосования второго полуфинала, группа прошла в финал, где выступила 13 мая под номером 6. Группа заняла 11 место.

## Название
Название группы O’G3NE (произносится как английское «O’Gene» [əʊ ʤiːn] — оу-джин) объясняется так: O’ — группа крови сестёр, G3NE — гены, объединяющие их, а цифра 3 — количество сестёр.